# Teatro de títeres estatal de Kaunas
El Teatro de títeres estatal de Kaunas (en lituano: Kauno valstybinis lėlių teatras) es un teatro de títeres en la ciudad de Kaunas, en Lituania. El teatro profesional fue establecido en 1958. Cada temporada teatral ofrece veinte espectáculos de títeres a los espectadores, y se representan 4 o 5 obras nuevas por lo general. Hay dos salas para los espectadores con 226 y 50 asientos cada una en el teatro. Un pequeño museo de personajes títeres se estableció en las instalaciones del teatro. El teatro ha realizado obras en festivales de muchos países extranjeros.